# Christian Stangl
Sept sommets
Sept sommets secondaires
Christian Stangl (1966, Landl) est un guide de haute montagne autrichien spécialiste des ascensions rapides, en solitaire et sans aide extérieure. Après avoir fini de gravir les Sept sommets en 2007, il est le premier à avoir réussi à gravir les Sept seconds sommets, ainsi que les sept troisièmes, complétant ces deux challenges en 2013.